# Harald Gallen

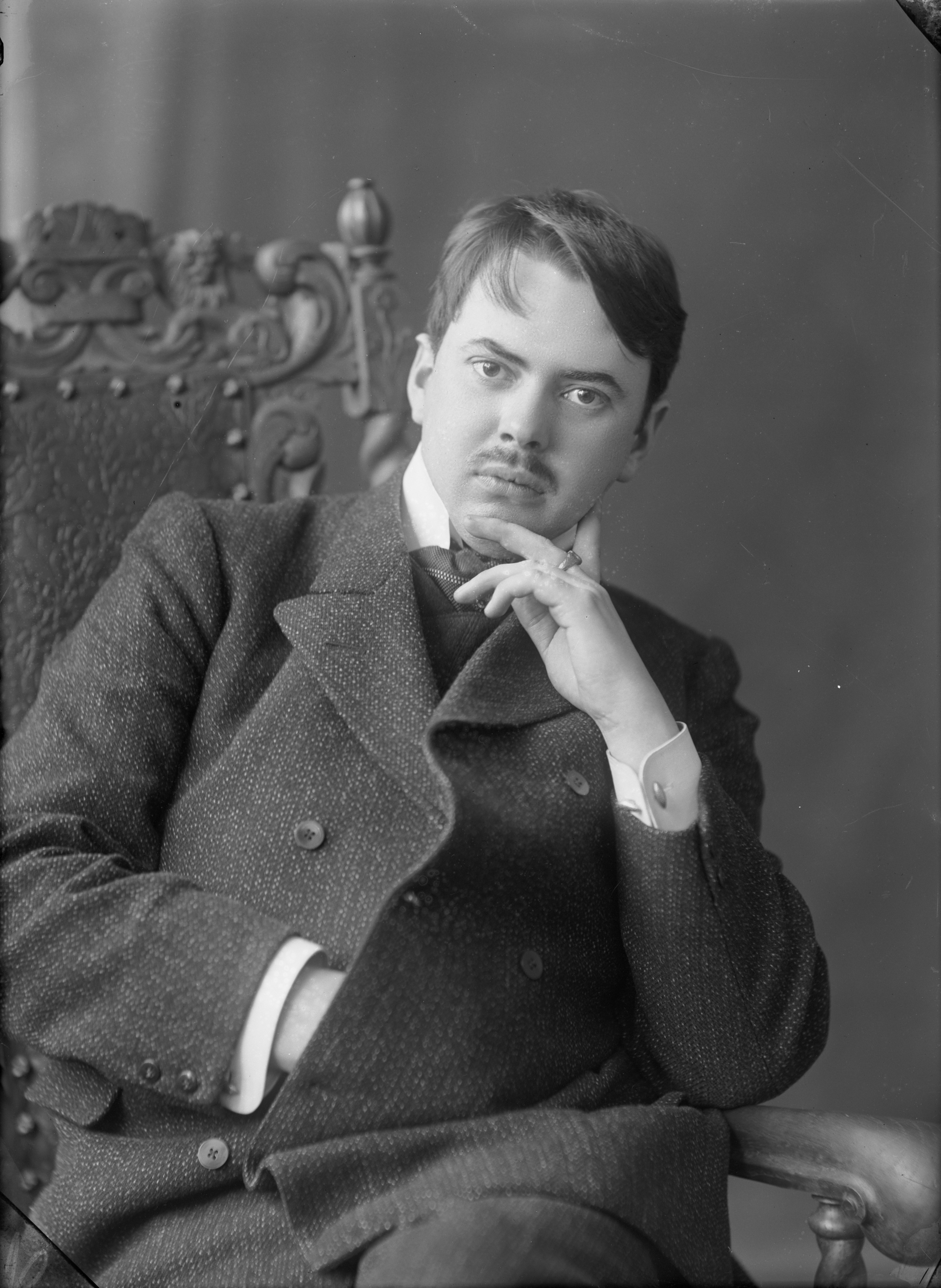
Harald Gallen

Arthur Harald Gallen, artistnamn Harald-Gallen, född 21 maj 1880 i Tallinn, död 2 maj 1931, var en finländsk målare och grafiker.
Gallen studerade i Helsingfors vid Finska Konstföreningens ritskola 1900–1902 och i Paris, där han bodde 1902–1919. Han tjänstgjorde som finsk ambassadattaché i Spanien åren 1919–1921.
Gallens farbror var konstnären Akseli Gallen-Kallela.

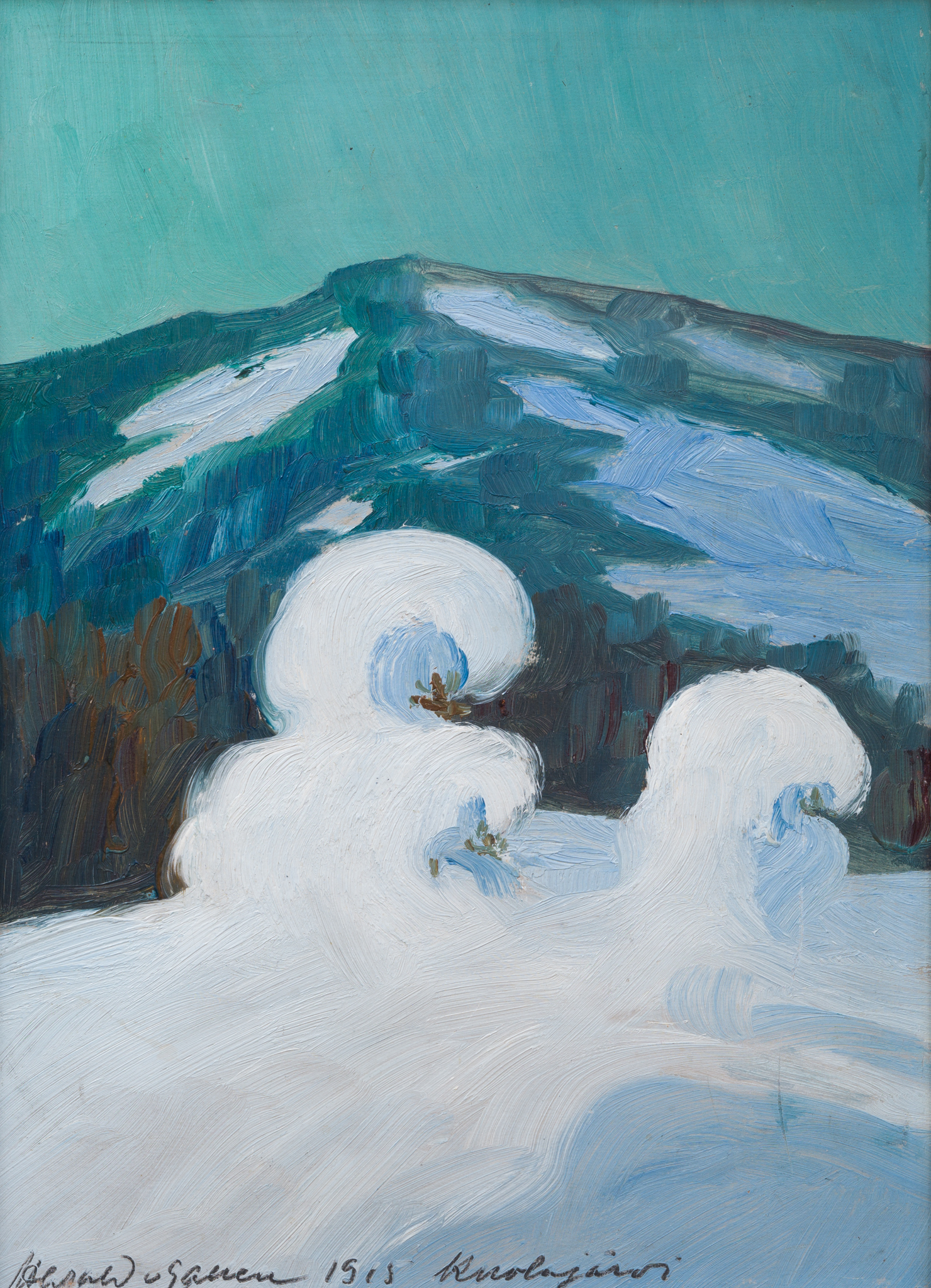
Skymning i Lappland, 1915